# ポゼッションフットボール
ポゼッションフットボール（英: Possession Football）とはサッカーの戦術であり、トータルフットボールが基になっている。
ポゼッションとは「支配」のことであり、自チームがボールを持っている状態を「ボールポゼッション」と呼ぶ。「自チームがボールを持っている限り、相手に得点を奪われる可能性はない」という思想が基になっており、チーム全体でパスを回し、自チームが常にボールをキープすることで試合の主導権を握る戦術である。

## 特徴
ポゼッションフットボールの基本は、相手に奪われる可能性の高いロングパス、ロングフィードなどを極力使わず、相手に奪われる可能性の低いショートパスを多用し、敵ゴール前まで徐々にラインを押し上げて攻め上がることである。攻撃が行き詰った時は、無理に攻撃してボールを奪われるよりも、守備的ミッドフィールダーやディフェンスラインまでボールを戻し、再度ディフェンスラインからのビルドアップ（攻撃の組み立て）を生かし、各選手がスペースを作り、チャンスを生み出す。ディフェンダーにもパスやビルドアップの能力が求められ、チーム全体のポジショニング、オフザボール、オンザボールの動きの質も求められる。高技術を持つ選手を多く抱え、組織的なプレーを得意とするチーム向きの戦術である。
ポゼッションフットボールを極端な形で行ったのがジョゼップ・グアルディオラ監督率いるFCバルセロナであり、FCバルセロナのスタイルは「ティキ・タカ」と呼ばれている。FCバルセロナではGKですらロングフィードを行わず、DFにショートパスで繋ぐことが基本となっている。ショートパスの多用は攻撃に時間がかかるため、その間に相手チームのディフェンスラインが整ってしまい、ゴール前までボールを繋げても、その後の最後の一手（ゴール）が決まり辛いという欠点もある。この時代のFCバルセロナはその欠点をリオネル・メッシの個人技で補っていたという意見もある。スペイン代表やアルゼンチン代表もポゼッションフットボールを採用している。
高レベルのチームにとっては試合の主導権を握り、積極的に仕掛けていく戦術となるが、低レベルのチームにとってはボールを奪われないようにしているだけの消極的な戦術となることもあり、低レベルのチームにおいては不向きな戦術となる。同時に、攻撃は停滞するかもしれないが、ボールをキープしている限り相手に攻撃されることもないため、味方選手が試合中に疲労してきたら走る距離を最低限に抑え、攻撃に結びつかないパスの交換を故意に行うことにより、疲労回復のための時間稼ぎをすることが可能である。対戦相手チームにとってはボールを奪わなければ攻撃することが不可能であるため、ボールを追いかけて走らなければならなくなり、その結果、対戦相手は体力的に消耗してしまう。ポゼッションフットボールは状況次第では自チームにとって不利となり、先制点を取れずにボールを奪われて失点すれば、自チームの反撃に時間や手間を浪費してしまう。ユーロにてスイス相手に辛酸を舐めたスペイン代表や、ロンドン五輪にてGL敗退したU23スペイン代表が代表的な例である。
ポゼッションフットボールはカウンター重視の堅守速攻と対比されることが多い。